# Waccamaw Sioux
Die Waccamaw Sioux sind eines von acht durch den Bundesstaat North Carolina in den Vereinigten Staaten von Amerika anerkannten indigenen Völker der amerikanischen Ureinwohner. Der Stamm lebt überwiegend im Südosten des Staates in den Countys Bladen und Columbus, in den Gemeinden St. James, Buckhead und Council. Das angestammte Gebiet der Waccamaw Sioux liegt am Rand des Green Swamp etwa 60 Kilometer von Wilmington, 11 Kilometer vom Lake Waccamaw und 6 Kilometer nördlich von Bolton.

## Demographie
Nach dem U.S. Census aus dem Jahre 2000 umfasst die gesamte Population der Indianer vom Volk der Waccamaw Sioux in Columbus und Bladen County 2.343 (1.697, respektive 646) Personen und damit 2,7 % der gesamten indianischen Bevölkerung North Carolinas. Es werden 1.245 eingetragene Stammesmitglieder gezählt.
Zwischen 1980 und 2000 stieg die sich auf die beiden Countys verteilende Bevölkerung um 6,7 %, im gleichen Zeitraum stieg die Gesamtbevölkerung im Staat zum Vergleich um 37 %. Das Wachstum in den beiden Countys wurde überwiegend durch die indianische mit 61 % und hispanische Bevölkerung mit 295 % verursacht. Die afroamerikanische Population verzeichnete ebenfalls einen 7 % Anstieg, während die weiße Bevölkerung um 0,6 % zurückging.

## Regierung und Verwaltung
Der Stamm wird durch den Waccamaw Siouan Tribal Council, Inc. bestehend aus sechs durch die Angehörigen des Stammes gewählten Mitglieder, die für einen Zeitraum von drei Jahren ihr Amt wahrnehmen. Die Position des Chiefs wurde traditionell vererbt, ist aber inzwischen ebenfalls in ein wählbares Amt umgewandelt worden. Ein Ältestenrat nimmt leitend an den monatlichen Sitzungen teil und unterrichtet die Stammesmitglieder über Angelegenheiten, die für den gesamten Stamm von Bedeutung sind. Die Meinungen und Vorschläge der Mitglieder werden eingereicht und haben Anteil an dem Entscheidungsprozess.
Der Stamm beschäftigt einen Verwalter, der sich um die Alltagsangelegenheiten des Stammes kümmert und das jährliche Budget von etwa einer Million Dollar verwaltet. Er überwacht die Unterstützungsprogramme und erstellt einen monatlichen Bericht um diese Hilfen gegenüber lokalen, staatlichen und privaten Geldgebern, dem Stammesrat und dem Stamm selbst darzustellen.

### Anerkennung
Die Waccamaw Sioux wurden durch den Staat North Carolina im Jahre 1971 anerkannt und 1977 als eine gemeinnützige Vereinigung anerkannt. Im Verfahren um die Anerkennung durch die Vereinigten Staaten zu erhalten, werden sie von den Lumbee Legal Services, Inc. im administrativen Prozess unterstützt.

## Sprache
Die ersten europäischen Siedler in den Carolinas waren über die Vielfalt der indianischen Sprachen in den heutigen Südstaaten erstaunt. Im heutigen North Carolina waren drei Sprachfamilien in der Region verbreitet, beispielsweise sprachen die Hatteras, Roanoke, Chowanoke, Moratok, Pamlico, Secotan, Machapunga und die Weapemeoc der Küstenebene unterschiedliche, aber miteinander verwandte Algonkin-Sprachen. Die Cherokee, Tuscarora, Coree und Meherrin, die Gebiete von der Küstenebene bis zu den Appalachen bewohnten, sprachen Irokesische Sprachen während die Catawba, Cheraw, Cape-Fear-Indianer, Eno, Keyauwee, Occaneechee, Tutelo, Saponi, Shakori, Sissipahaw, Sugeree, Wateree, Waxhaw und die Waccamaw aus der Cape Fear River und Piedmont Region zu den siouxsprachigen Völkern gehörten.
Die historische Siouxsprache der Waccamaw-Sioux-Indianer North Carolinas ist durch die verheerenden Verluste innerhalb der Stammesbevölkerung im 18. und 19. Jahrhundert verloren gegangen.

## Geschichte

### Die Lake-Waccamaw-Legende
Seit der frühesten aufgezeichneten Erforschung der Region im Jahre 1735 durch William Bartram (der durch die Waccamaws unterstützt wurde), wurden viele Legenden über die Entstehung des Geschichten über die Entstehung des Lake Waccamaw erzählt. Viele sind nachweislich märchenhaft ausgeschmückte Geschichten der ersten weißen Siedler, während die Waccamaw Sioux erzählen, dass vor tausenden von Jahren ein riesiger Meteor im Südwesten am Nachthimmel erschien. Er fiel, hell wie unendlich viele Sonnen, zu Boden, und als er schließlich einschlug, brannte er sich tief in die Erde. Das Wasser der umgehenden Sümpfe und Flüsse floss in den Krater und kühlte ihn, dabei entstand der leuchtend blaue-grüne See. Einige gehen davon aus, dass diese Geschichte Mitte des 20. Jahrhunderts durch James E. Alexander erfunden wurde.

### 16. Jahrhundert
Einige Historiker diskutieren, ob die von Francisco Girebillo angeführte spanische Expedition im Jahre 1521 durch ein Waccamaw Dorf führte. Girebillo erreichte es, indem er von der Küste Carolinas aus dem Waccamaw River und Pee Dee River folgte. Die Waccamaw werden als halbnomadische Bewohner der Flusstäler beschrieben, Girobello schrieb auch, dass die uferbewohnenden Sioux von Jagen und Sammeln lebten, begleitet von einer rudimentären Landwirtschaft. Darüber hinaus bezeichnete er die Riten der Waccamaw als einzigartig für dieses Volk, beschrieb diese aber nicht genauer.

### 17. Jahrhundert
Etwas weniger als 150 Jahre später begegnete der Engländer William Hilton den Waccamaw Sioux und 1670 wurden sie durch den deutschen Forscher und Arzt John Lederer in seinen Discoveries (engl. Entdeckungen) erwähnt. Am Anfang des 17. Jahrhunderts wurden die Woccon (die Waccamaw) mit anderen Stämmen des Pee Dee River-Gebietes durch Truppen der Spanier und Cusabo nach Norden vertrieben. Die gemischte Gruppe der Stämme, die an dem Zusammenfluss des Waccamaw und des Pee Dee River, splitterte sich 1705 auf und bildete eine Gruppe Woccon, die weiter in den Norden an den unteren Neuse River und Contentnea Creek zogen.

### 18. Jahrhundert
Die erste Erwähnung der Woccon/Waccamaw durch die englischen Siedler wurde 1712 notiert. Zu dieser Zeit versuchte die Kolonie South Carolina die Waccamaw zu überreden, sich gemeinsam mit den Cape Fear Indians dem Sohn des ehemaligen britischen Gouverneurs James Moore anzuschließen, um sich an dem Zug gegen die Tuscarora im Tuscarora-Krieg anzuschließen. Einige der frühesten englischen Reisenden, die ins Innere der Carolinas vordrangen, John Lederer im Jahre 1670 und John Lawson etwa 30 Jahre später, beschrieben die Waccamaw in ihren Reiseberichten als Sioux der östlichen Völker. Jedoch besuchte keiner von ihnen die Feuchtgebiete, in die sich einige der Waccamaw auf der Suche nach Schutz vor den eindringenden Siedler zurückgezogen hatten. Tatsächlich hörte der Stamm der Sioux, der von John Lawson als „Woccon“ bezeichnet wurde und den er in seinem Bericht New Voyage to Carolina aus dem Jahre 1700 dem Gebiet einige Kilometer südlich der Tuscarora einordnete, für die Behörden der britischen Kolonie um diese Zeit bereits auf zu existieren. Die Woccon, die sich in einer Gruppe nach Süden bewegten, wurden von da an als Waccamaw in den Dokumenten der Kolonie gelistet. Die Schreibweise in den unterschiedlichen Perioden der kolonialen Regierung variierten oder wechselten und konnten nur in etwa der Lautsprache der jeweiligen Stämme angepasst werden. Beispielsweise verschwanden die Woccon aus den historischen Berichten etwa zu der Zeit, als die Waccamaw neu auftraten.
Die Waccamaw blieben bis 1718 in der Region am Waccamaw und Pee Dee River, anschließend wurden sie zur Umsiedlung in das Weenee oder das Black River Gebiet gezwungen. 1720 schlossen sie sich fliehenden Familien der Tuscarora, Cheraw, Keyauwee und Hatteras an, die an die Ufer des Drowning Creek, dem heutigen Lumbee oder Lumber River zogen. Einige Waccamaw Familien blieben bis 1733 dort, bis sie sich erneut zurückzogen, dieses Mal an den Lake Waccamaw und den Green Swamp.
Im zweiten Jahrzehnt des 18. Jahrhunderts lebten viele Waccamaw, auch als „Waccommassus“ bezeichnet, etwa über 150 Kilometer nordöstlich von Charleston in South Carolina. 1749 brach ein Krieg zwischen den Waccamaw und den Kolonisten South Carolinas aus, 29 Jahre später, im Mai 1778 machte die Kolonie Versprechungen, um die Indianer zu schützen, die Versprechen wurde nicht eingehalten, und die Indianer zogen sich nach dem Waccamaw-South Carolina-Krieg in die Feuchtgebiete am Green Swamp, nahe dem Lake Waccamaw zurück. Dort siedelten sie sechs Kilometer nördlich des heutigen Bolton, in einem Gebiet, das als der Old Indian Trail bezeichnet wird.

### 19. Jahrhundert
Staatliche Landverteilungen und andere koloniale Aufzeichnungen untermauern die Ansprüche der Waccamaw Sioux auf die Region um den Green Swamp. Nach drei Jahrhunderten Erfahrungen im Umgang mit europäischen Siedlern, waren die Waccamaw Sioux sehr stark angepasst und lebten von der Landwirtschaft im europäischen Stil, für die sie auch Farmland für einzelne Farmen beanspruchten.
Wie andere Indianerstämme in North Carolina wurden die Waccamaw Sioux im Jahre 1835 vom allgemeinen Wahlrecht ausgeschlossen, als der Staat einen Zusatz zu seiner ursprünglichen Verfassung von 1776 verabschiedete. Als Freie Farbige klassifiziert verloren die Waccamaw Sioux alle politischen und bürgerlichen Rechte und konnten anschließend weder wählen, Waffen tragen oder im Militär dienen. Die Feindseligkeit in der Bevölkerung gegen die Waccamaw Sioux und andere Stämme nahm in der Folge der Ratifizierung des diskriminierenden Verfassungszusatzes zu.

#### Die Bedeutung der Bildung
Während des 19. Jahrhunderts erhielten die Kinder des Stammes keinen Zugang zu öffentlicher Bildung. Sogar während der Reconstruction weigerten sich Waccamaw Sioux Eltern ihre Kinder zur Schule zu schicken, da die Zuordnung zu den Schulen aufgrund der Zugehörigkeit zur ethnischen Gruppe gemacht wurde. In einer Gesellschaft, die nur zwei „Rassen“ kannte, gingen weiße Kinder in Schulen, die nur Weißen erlaubt waren und alle anderen mussten die Schulen für Schwarze besuchen. Sowohl die Stämme der Lumbee als auch die Coharie konnten eigene Schulen einrichten und später sogar ein eigenes Schulsystem etablieren. Die Waccamaw versuchten das 1885 ebenfalls, aber die Schule Doe Head School in der indianischen Gemeinde Buckhead war nur sporadisch geöffnet. Sie wurde endgültig geschlossen, als die Schulbehörde 1921 einen afroamerikanischen Lehrer an die Schule schickten und die Waccamaw Sioux ihn nicht als Lehrkraft akzeptierten.

### 20. Jahrhundert
Die erste vom County unterstützte Schule für Indianer, die auch den Waccamaw Sioux zur Verfügung stand, war die „Wide Awake School“. Die Schule wurde in der Gemeinde Buckhead im Bladen County errichtet und die Schüler wurden durch Welton Lowry, einen Lumbee, unterrichtet. Waccamaw Sioux, die eine höhere Schule besuchen wollten, konnten die Coharie East Carolina High School in Clinton, die Highschool der Lumbee in Fairmont, Robeson County (Fairmont High School) oder die Catawba Indian School in South Carolina besuchen.

### Verwandtschaft zu anderen Stämmen North Carolinas
Wie die meisten anderen indianischen Stämme in North Carolina haben auch die Waccamaw Sioux eine lange Tradition der Verschmelzung mit anderen Völkern. Die Verwandtschaftssysteme, die während der kolonialen Ära beobachtet wurden, werden durch Heiraten zwischen den einzelnen Stämmen erhalten. Die Verwandtschaft zu den Lumbee und Coharie ist dank der in den drei Stämmen verwendeten Nachnamen besonders auffällig: Jacobs findet sich in allen drei Stämmen, während Campbell, Freeman, Graham, Hammonds, Blanks, Hunt, Locklear, Moore and Strickland insbesondere bei den Lumbee und den Waccamaw Sioux häufig vorkommen.